# Trogon rufus
Trogon rufus là một loài chim trong họ Trogonidae.